# Кубанська ГАЕС
Кубанська ГАЕС або ГАЕС «Насосна» — ГАЕС, Кубанського каскаду ГЕС, розташована біля селища Вододільний Прикубанського району, на 47-му кілометрі Великого Ставропольського каналу. Перша гідроакумулювальна електростанція в Росії і одна з трьох гідроакумулювальних схем, діючих на її території на 2010 рік (решта — Загорська ГАЕС і каналу ім. Москви). Початок будівництва ГАЕС — 1963, введення в експлуатацію — 1968—1969 роки. Використовує перепад висот між Великим Ставропольським каналом і Кубанським водосховищем. Призначена для подачі води в магістральний канал з водосховища в період роботи агрегатів у насосному режимі і наповнення водосховища в період роботи агрегатів у генераторному режимі. За режимом роботи не є «класичною» ГАЕС, призначеною для роботи в піковій частині графіка навантажень, оскільки працює в сезонному режимі — в травні — серпні ГАЕС працює в насосному режимі, заповнюючи водосховище (затрачаючи до 46 млн кВт·год/рік), а у вересні — квітні ГАЕС, працюючи в турбінному режимі, спорожнює водосховище (виробляючи до 12 млн кВт·год/рік).

## Склад споруд ГАЕС
- земляна гребля Кубанського водосховища довжиною по гребеню 6800 м і максимальною висотою 12 м;
- підвідний канал з Кубанського водосховища довжиною 2251 м;
- будівля ГАЕС довжиною 48,5 м;
- двониточні напірні трубопроводи довжиною 420 м;
- водоприймач;
- відвідний канал довжиною 160 м;
- підвідний канал до холостого водоскиду;
- холостий водоскид, що складається з вхідного оголовку, залізобетонного лотка довжиною 190 м, консольної частини довжиною 62 м;
- шлюз-регулятор № 1, призначений для ділення потоку води між ГАЕС і Великим Ставропольським каналом;
- відвідний канал шлюзу-регулятора № 1;
- ВРП 110 кВ.

Потужність ГАЕС — 15,9/19,2 МВт (турбінний/насосний режими), середньорічне вироблення — 11270000 кВт·год. У будівлі ГАЕС встановлено 6 оборотних гідроагрегатів 63НТВ-30 потужністю по 2,65/3,2 МВт, що працюють при розрахунковому напорі 30 м. Виробник гідротурбі /насосів — Уральський завод гідромашин (нині ВАТ «Уралелектротяжмаш — Уралгідромаш»), генераторів/двигунів — «Уралелектротяжмаш». Устаткування ГАЕС застаріло і зношене (ступінь зносу — 95%). Нижнім б'єфом ГАЕС є наливне Кубанське водосховище площею 59,8 км², повним об'ємом— 0,574 км³. Водосховище створене у 1968, на початок 2010-х сильно замулене, плануються роботи з його розчищення.
У перспективі можливе будівництво малої ГЕС потужністю 12 МВт біля холостого водоскиду ГАЕС, що дасть додатковий виробіток 13 млн кВт·год/рік.

## Ресурси Інтернету
- Кубанська ГАЕС[недоступне посилання з липня 2019](рос.)